# روی من ببار
روی من ببار (به انگلیسی: Rain Over Me) ترانه‌ای از پیت‌بول، خوانندهٔ سبک رپ آمریکایی است، این ترانه از ششمین آلبوم استودیویی وی، سیاره پیت می‌باشد. روی من ببار به‌همراه خوانندهٔ سبک پورتو ریکوی آمریکایی، مارک آنتونی عرضه شده‌است.
این ترانه در ماه ژوئیه ۲۰۱۱ پخش گردید. روی من ببار رتبهٔ سی‌اُم را در بین ۱۰۰ اثر برتر بیلبورد در ایالات متحده آمریکا کسب کرد. موزیک ویدئوی این ترانه در بیست‌ودوم ژوئیه ۲۰۱۱ پخش شد. کارگردانی موزیک ویدئو را دیوید راسیو بر عهده داشت کسی که یکی از موزیک‌ویدئوهای قبلی پیت‌بول با نام «من میدونم تو منو میخوای» را نیز در ۲۰۰۹ کارگردانی کرده‌بود.